# Arbon (Zwitserland)
Arbon is een gemeente en plaats in het Zwitserse kanton Thurgau, en maakt deel uit van het district Arbon. Arbon telt 13.100 inwoners.
In Arbon is een Saurer Oldtimermuseum gevestigd.

## Geboren
- Eugen Mack (1907-1978), turner
- Hubert Seiz (1960), wielrenner
- Rolf Järmann (1966), wielrenner
- Steve Zampieri (1977), wielrenner